# William Smith (general)
William "Extra Billy" Smith, född 6 september 1797 i King George County, Virginia, död 18 maj 1887 i Warrenton, Virginia, var en amerikansk politiker (demokrat) och general i Amerikas konfedererade staters armé i amerikanska inbördeskriget. Han var ledamot av USA:s representanthus 1841–1843 och 1853–1861 samt Virginias guvernör 1846–1849 och 1864–1865.
Smith studerade juridik och inledde 1818 sin karriär som advokat i Culpeper County. År 1841 tillträdde han för första gången som kongressledamot efter att ha överklagat valresultatet. År 1842 lyckades han inte bli omvald för en andra mandatperiod utan flyttade till Fauquier County efter mandatperiodens slut. År 1846 tillträdde han som guvernör för första gången. Under sin första ämbetsperiod som guvernör kandiderade Smith utan framgång till USA:s senat. År 1849 lämnade han guvernörsämbetet och tillträdde två år senare på nytt som kongressledamot. I kongressen satt han kvar tills amerikanska inbördeskriget bröt ut. I början av kriget tjänstgjorde han som överste i ett infanteriregemente. Först befordrades han till brigadgeneral och sedan till generalmajor. Efter att ha deltagit i slaget vid Gettysburg valdes Smith till guvernör på nytt. Han tog avsked från militärtjänsten den 31 december 1863 för att kunna tillträda guvernörsämbetet. Efter kriget återvände Smith till Warrenton i Virginia där han tillbringade sina sista år.